# Yann Apperry
Yann Apperry, né en 1972, est un romancier, librettiste, musicien, scénariste, et traducteur franco-américain.

## Biographie
Il est lauréat du Prix Médicis pour son roman Diabiolus in Musica (2000), du Prix Goncourt des lycéens pour Farrago et de la Pépite de la fiction junior du Salon du livre et de la presse jeunesse de Montreuil. Ancien pensionnaire de l'Académie de France à Rome, il a également été résident de la Villa Kujoyama et du Randell Cottage de Wellington, en Nouvelle-Zélande.
Il se produit depuis 2006 avec Claude Barthélemy dans le duo musical Bruit Blanc. En 2023, création des trios La Grande Semaine et Triottoline avec Massimo Nunzi et Simon Martineau.

## Publications

### Romans
- 1997 : Qui Vive, Editions de Minuit
- 1999 : Paradoxe du ciel nocturne, Grasset
- 2000 : Diabolus in Musica, Grasset
- 2003 : Farrago, Grasset
- 2008 : Terre sans maître, Grasset

### Théâtre
- 2003 : Les Hommes sans aveu, Actes Sud

### Littérature jeunesse
- 2009 : L'Île aux histoires, avec Tanja Siren, L'école des loisirs
- 2023 : Ottoline et le vétérinaire des monstres[2], illustrations de Laurent Gapaillard, PKJ

## Théâtre et spectacles musicaux
- 2002 : Mercure apocryphe, mise en scène de Valérie Crunchant
- 2002 : Je dirai ceci d'obscur, Petit Odéon, Théâtre de l'Odéon
- 2003 : Les Hommes sans aveu, Théâtre du Gymnase (Marseille), Théâtre National de Chaillot
- 2009 : Terra Vagans, Théâtre du Gymnase
- 2010 : Calvino Reloaded, Festival des Correspondances de Manosque, La Dynamo
- 2023 : Bastarda, opéra, co-librettiste avec Olivier Fredj, La Monnaie/De Munt, Bruxelles, et sur Arte Concert en 6 épisodes
- 2023 : L'Ultimo Libro della Giungla, version symphonique, Maggio Fiorentino (juillet) et Auditiorium Palco della Musica (Rome, décembre), Jazz Campus Orchestra, Orchestra dei Ragazzi e Coro del Dipartimento Jazz della Scuola di Musica di Fiesole, direction Antonino Siringo

## Radio
- 2002 : Les Sentimentales funérailles, France Culture, musique de Massimo Nunzi
- 2008 : Bruit Blanc, France Culture, avec Claude Barthélémy
- 2012 : La Foire aux chansons, France Culture, musique de Régis Huby
- 2012 : Calvinologie, France Culture, musique de Massimo Nunzi[3]
- 2016 : Le Dernier Livre de la Jungle, musique de Massimo Nunzi, avec l'Orchestre Philharmonique et le Chœur de la Maîtrise de Radio France[4],[5]

## Scénarios
- 2007 : 24 mesures, de Jalil Lespert
- 2013 : Yves Saint-Laurent, de Jalil Lespert, contribution au scénario
- 2017 : Altération, de Jérôme Blanquet[6]

## Discographie
- 1999 :Vuoti a perdere, bande originale du film, musique de Massimo Nunzi
- 2010 : All Around, Abalone-Oenso, musique de Régis Huby
- 2011 : Lieder, 3=Tomato, disque de Claude Barthélémy
- 2024: Six Voices for a Voyager, Massimo Nunzi, Parco della Musica Records

## Traductions
- 2002 : IX variations sur un thème de Balthus, Horacio Amigorena, Absteme & Bobance
- 2007 : Tessons roses, Ornela Vorpsi, Actes Sud
- 2014 : Alex's Baby, Anne de Pasquale, Marabout
- 2021: L'été du danger, Priscilla, la première aventure, Anne de Pasquale, Ella Éditions
- 2023 : Dites moi qu'elle est vivante, Anne de Pasquale, nouvelle traduction, Ella Éditions

## Récompenses
- 1997 : Prix Bretagne pour Qui vive
- 1997 : Boursier de la Fondation Hachette
- 2000 : Prix Médicis pour Diabolus in musica
- 2002 : Grand Prix international de la fiction radiophonique Paul Gilson pour Les Sentimentales funérailles
- 2003 : Prix Goncourt des lycéens pour Farrago
- 2023 : Pépite de la fiction junior du Salon du Livre de jeunesse de Seine-Saint-Denis pour Ottoline et le vétérinaire des monstres